# Luksemburska liga w hokeju na lodzie (2002/2003)
Luksemburska liga w hokeju na lodzie (2001/2002) – siódmy sezon Luksemburskiej ligi w hokeju na lodzie. Tytuł mistrza Luksemburga po raz siódmy wywalczyła drużyna Tornado Luksemburg zdobywając siódmy tytuł z rzędu. Wicemistrzem  został Rapids Remich.
| Lp. | Drużyna            |
| --- | ------------------ |
| 1.  | Tornado Luxembourg |
| 2.  | Rapids Remich      |